# Clara es el precio
Clara es el precio es una película de 1975 dirigida por Vicente Aranda.

## Argumento
Juan es un arquitecto que vive felizmente junto a su esposa Clara. Sin embargo, tiene problemas en el trabajo. Está inmerso en el desarrollo de un proyecto urbanístico que se está complicando y esto desemboca en problemas económicos. Por su parte, Clara trabaja como modelo para películas pornográficas sin que Juan lo sepa. Este pequeño secreto le proporciona beneficios para poder cubrir algunos caprichos. Pero guarda un secreto aún mayor: Clara sigue siendo virgen.

## Reparto
| Intérprete                  | Personaje |
| --------------------------- | --------- |
| Juan Luis Galiardo          | Jorge     |
| Máximo Valverde             | Juan      |
| Amparo Muñoz                | Clara     |
| Alejandro Ulloa             | Kellerman |
| Víctor Petit                | Tito      |
| Mario Pardo                 | Miguel    |
| Ivonne Sentis               | Marta     |
| Carmen de Lirio             | Gladys    |
| Asunción Vitoria            | Alicia    |
| José Luis Alexandre         |           |
| Mitchel George              |           |
| Francisco Jarque            | Luis      |
| Jaime Fernández-Cid Buscató | Sergi     |
| Víctor Israel               |           |